# Бупропион
Бупропион (Bupropion, также известен как Велбутрин (Wellbutrin) и Зибан (Zyban), ранее был известен под непатентованным названием амфебутамон) — атипичный антидепрессант, применяемый также для лечения никотиновой зависимости. Бупропион является не-трициклическим антидепрессантом, отличающимся от часто назначаемых селективных ингибиторов обратного захвата серотонина (СИОЗС), поскольку его основным фармакологическим действием является селективное ингибирование обратного захвата норадреналина и дофамина. Он селективно захватывается дофаминовым транспортом (англ. DAT), но основной лечебный эффект вызывается ингибированием обратного захвата норадреналина. Также он действует как антагонист никотиновых ацетилхолиновых рецепторов. Бупропион принадлежит к лекарственному классу психоаналептиков и химическому классу амфетаминов подклассу катинонов.
Изначально разрабатывавшийся и поступивший в продажу как антидепрессант, бупропион вскоре доказал свою эффективность при лечении никотиновой зависимости. В 2007 году его назначили более 20 миллионов раз, что сделало его четвёртым по частоте назначения антидепрессантом на рынке США после сертралина, эсциталопрама и флуоксетина. В 2019 году бупропион был 22-м в списке наиболее часто прописываемых лекарств в Соединённых Штатах.
До 2016 года бупропион продавался в России и был внесён Минздравом в стандарты оказания медпомощи. Но потом производитель ушёл с рынка РФ и отозвал лицензию из Госреестра лекарственных средств. В связи с данным обстоятельством препарат был исключён из государственного реестра лекарственных средств 22 августа 2016 года и не может продаваться в РФ как лекарственное средство в аптечной сети. Несмотря на отсутствие упоминания бупропиона в списке веществ, запрещенных ко ввозу в РФ, из-за сходства химических формул властями РФ бупропион рассматривается как производное меткатинона, который, в свою очередь, присутствует в этом списке, соответственно, ввоз бупропиона в РФ также запрещен.
Бупропион понижает порог судорожной готовности головного мозга. Потенциальная способность вызвать эпилептический припадок стала широко известной вскоре после выхода бупропиона на рынок. Однако риск наступления припадка при соблюдении установленной дозировки бупропиона сравним с другими антидепрессантами. Бупропион является эффективным антидепрессантом как сам по себе, так и в качестве дополнительного средства в случаях недостаточной эффективности антидепрессантов первой линии (СИОЗС). В отличие от многих других антидепрессантов, бупропион не вызывает увеличения веса и сексуальных дисфункций.

## История
Бупропион был изобретён Нариманом Мета в компании Burroughs Wellcome (сейчас GlaxoSmithKline) в 1969 году, и в 1974 году на него получен патент США. Бупропион был разрешён FDA (США) к применению в качестве антидепрессанта 30 декабря 1985 года и вышел на рынок под патентованным названием Велбутрин (Wellbutrin). Однако после неоднократных случаев эпилептических припадков, вызванных приёмом рекомендованной производителем дозы (400—600 мг), препарат был отозван с рынка в 1986 году. Впоследствии было установлено, что риск эпилептического припадка зависит от дозы препарата, после чего бупропион снова был разрешён к применению в 1989 году с максимально рекомендованной дозой в 450 мг в день.
В 1996 году FDA одобрила пролонгированную формулу бупропиона Wellbutrin SR, предназначенную для приёма дважды в день (в отличие от трёхкратного приёма первоначального варианта Wellbutrin). В 2003 году FDA одобрила ещё более пролонгированную формулу, названную Wellbutrin XL, предназначеную для однократного приёма в день. Wellbutrin SR и XL доступны как дженерики в США, а в Канаде в форме дженерика распространяется только вариант SR. В 1997 году бупропион был одобрен FDA для использования в качестве лекарства при лечении никотиновой зависимости под маркой Зибан (Zyban). В 2006 году Wellbutrin XL был также разрешён к применению для лечения сезонной депрессии.

## Терапевтическое применение

### Депрессия
Клинические исследования по двойному слепому методу с применением плацебо подтвердили эффективность бупропиона при лечении клинической депрессии. Сравнительные клинические исследования продемонстрировали эквивалентность бупропиона и сертралина (Zoloft), флуоксетина (Prozac), пароксетина (Paxil) и эсциталопрама (Lexapro) как антидепрессантов. Исследования в начале 2000-х годов показали значительно более высокий уровень ремиссии для бупропиона, чем для венлафаксина (Effexor). В отличие от других антидепрессантов, кроме миртазапина (Remeron), мапротилина (Ludiomil) и тианептина (Stablon), бупропион не вызывает сексуальную дисфункцию и вероятность возникновения сексуальных побочных эффектов не отличается от плацебо.
Лечение бупропионом не сопровождается увеличением веса пациента; напротив, к концу каждых клинических исследований, в которых сравнивалось действие бупропиона с плацебо либо с другими антидепрессантами, группа бупропиона имела более низкий средний вес. Бупропион более эффективен, чем СИОЗС, в улучшении симптомов гиперсомнии и усталости у пациентов, страдающих депрессией. В сравнительных мета-исследованиях обнаружилось умеренное преимущество СИОЗС над бупропионом при лечении депрессий с высокой тревожностью, в то время как при лечении депрессий со средней и низкой тревожностью препараты эквивалентны.

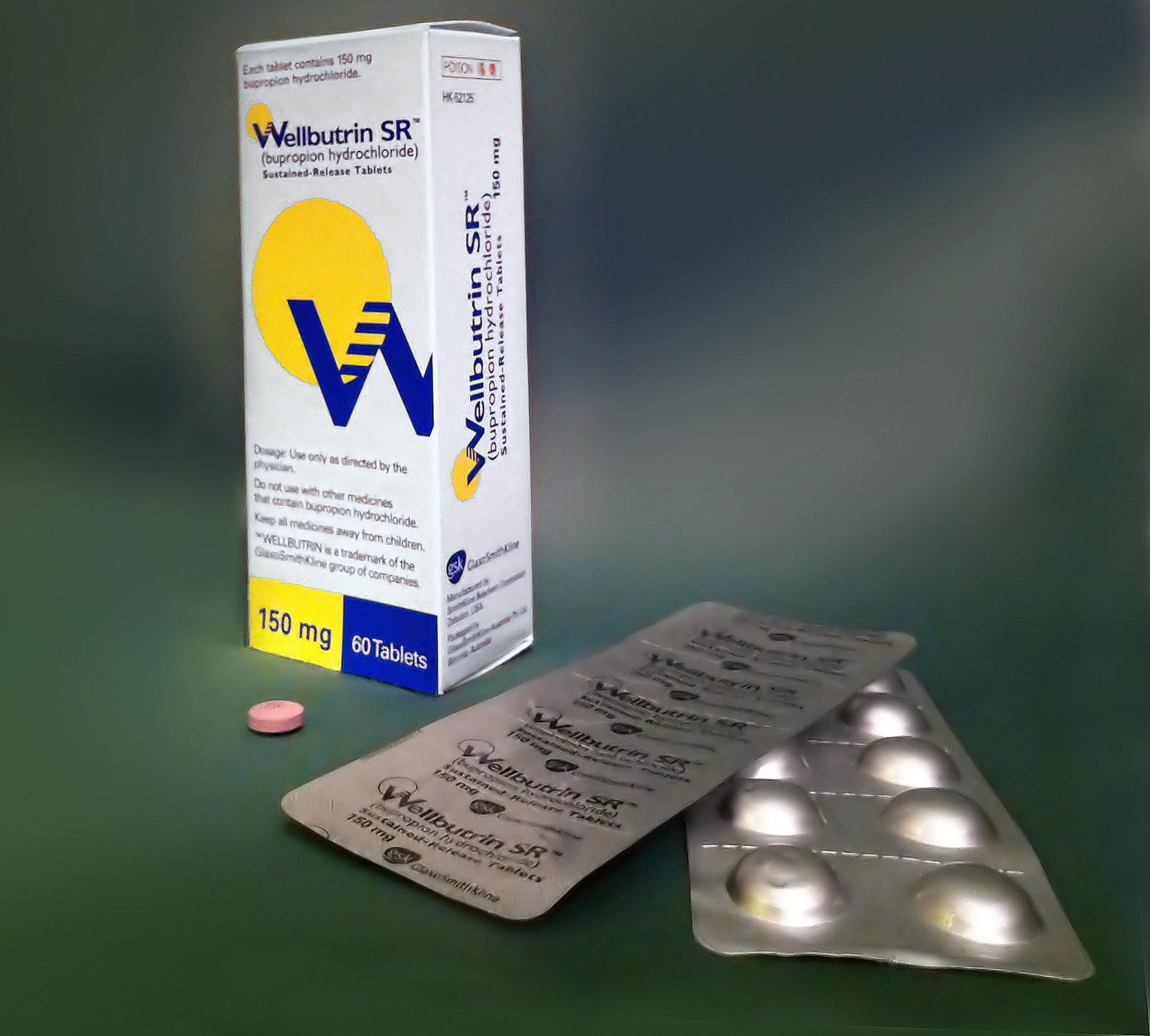
Wellbutrin SR в таблетках по 150 мг

Согласно некоторым опросам, совместное назначение СИОЗС с бупропионом является предпочтительной стратегией лечения пациентов, не восприимчивых к СИОЗС. Например, комбинация бупропиона и циталопрама (Celexa) была более эффективна, чем переход на другой антидепрессант. Добавление бупропиона к СИОЗС (прежде всего флуоксетину или сертралину) привело к значительному улучшению у 70-80 % пациентов, имевших неполную восприимчивость к антидепрессантам первой линии. Бупропион улучшил «энергичность» пациентов, угнетенную приёмом СИОЗС; отмечались улучшения настроения и мотивации, а также некоторые улучшения когнитивной и сексуальной функций. Качество сна и уровень тревожности в большинстве случаев не изменились. В исследовании STAR*D, пациенты, невосприимчивые к циталопраму (Celexa) случайным образом получали назначение совместно с ним бупропиона или буспирона (Buspar). Около 30 % пациентов в обеих группах достигли ремиссии. Однако сочетание с бупропионом дало лучшие результаты по оценке самих пациентов и лучше ими переносилось. Авторы заключили: «…эти данные свидетельствуют о том, что сочетание бупропиона пролонгированного действия с циталопрамом обеспечило более благоприятный исход, чем сочетание буспирона с циталопрамом». В этом же исследовании отмечается более высокая вероятность ремиссии в случае назначения резистивным к циталопраму пациентам сочетания циталопрама с бупропионом по сравнению с простым переходом на бупропион (30 % против 20 %).
В исследовании 2009 года была показана эффективность сочетания бупропиона с миртазапином. Благодаря данной комбинации число пациентов, достигших длительной, устойчивой ремиссии, увеличилось вдвое по сравнению с использованием одного антидепрессанта. Сочетание антидепрессантов различных групп используют для лечения тяжёлых депрессий, в случае если один антидепрессант не помогает. В частности, можно принимать в сочетании бупропион, миртазапин и один из препаратов группы СИОЗС, таких как флуоксетин, эсциталопрам, пароксетин, сертралин; либо же бупропион, миртазапин и антидепрессант из группы СИОЗСН (венлафаксин, милнаципран либо дулоксетин).

### Тревога
Бупропион показал некоторый успех в лечении социофобии и тревоги, сопровождающих депрессию, но не панических расстройств с агорафобией. Его анксиолитический (успокаивающий) эффект сравним с сертралином и доксепином. Однако у некоторых пациентов бупропион, особенно в высоких дозах, может вызывать ажитацию и часто, как и метилфенидат, — тревогу.

### Никотиновая зависимость
Бупропион уменьшает тяжесть отказа от никотина и сопутствующий синдром отмены. После 7-недельного лечения лишь 27 % пациентов, принимавших бупропион, сообщили о том, что отказ от курения является для них проблемой (в группе плацебо — 56 % пациентов). В том же исследовании 21 % пациентов из группы, принимавшей бупропион, отмечали перепады настроения, а в группе плацебо таких пациентов было 32 %. Приём бупропиона продолжался от 7 до 12 недель, в течение которых пациент должен был не курить 10 дней. Бупропион почти удвоил вероятность отказа от курения через три месяца. Через один год после приёма препарата стойкий отказ от курения в группе бупропиона был в полтора раза выше, чем в группе плацебо.
Комбинированный приём бупропиона и никотина не увеличивает степень отказа от курения. При прямом сравнении варениклина (Chantix) с бупропионом последний показал высокую эффективность: по прошествии одного года уровень стойкого отказа от табакокурения был 10 % для плацебо, 15 % для бупропиона, и 23 % для варениклина. Бупропион замедляет увеличение веса, которое часто наблюдается в первые недели отказа от курения (после 7 недель в группе плацебо среднее увеличение веса составило 2,7 кг, против 1,5 кг в группе бупропиона). Однако со временем этот эффект сошёл на нет (через 26 недель в обеих группах среднее увеличение веса составило 4,8 кг).
Вместе с тем, показано, что бупропион неэффективен при отказе от курения у лиц с однонуклеотидным полиморфизмом TaqIA гена DRD2, ответственным за снижение количества дофаминовых рецепторов второго типа в головном мозге

### Сексуальная дисфункция

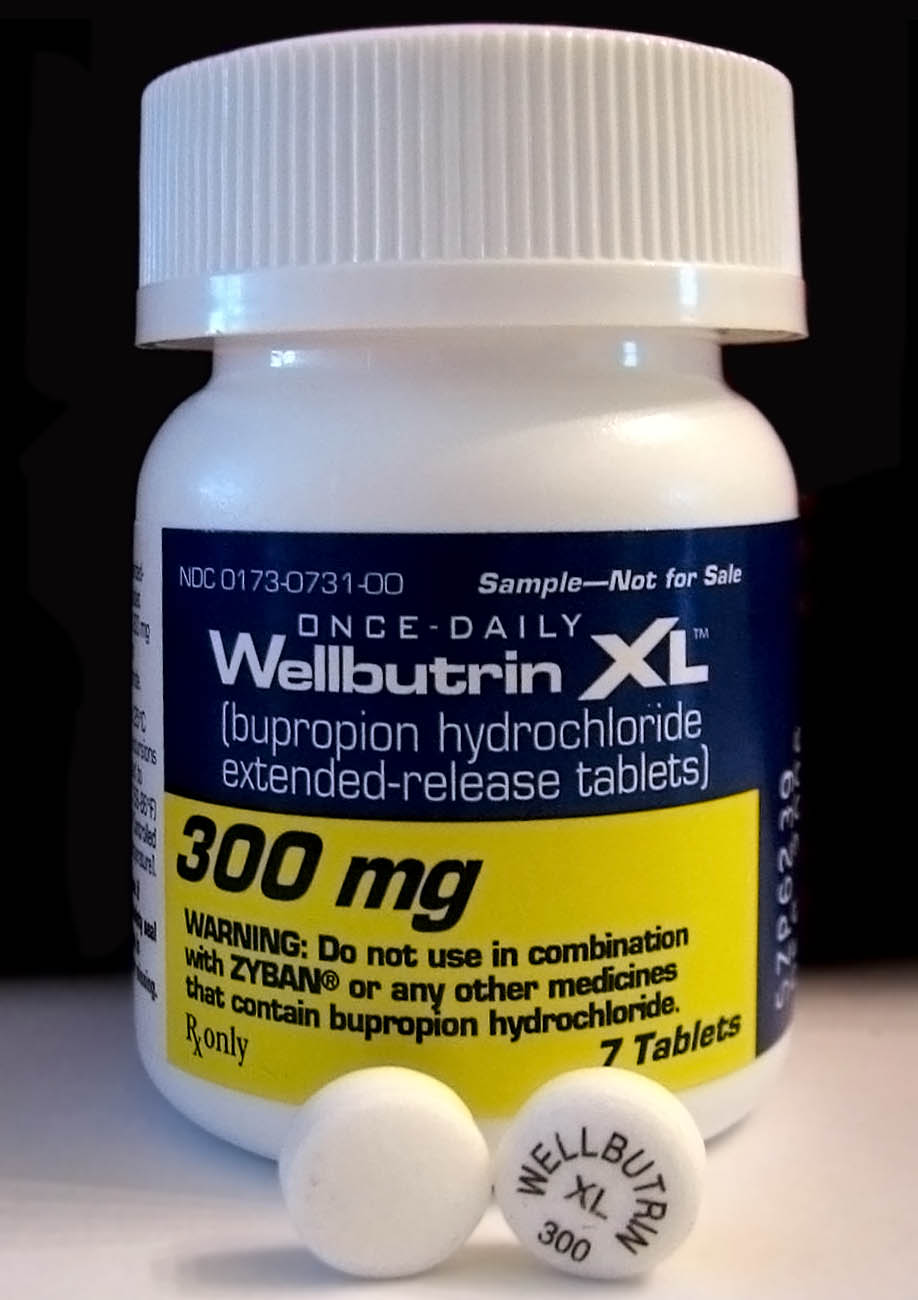
Wellbutrin XL

Бупропион — один из немногих антидепрессантов, не вызывающих сексуальной дисфункции. Как показали опросы психиатров, он является предпочтительным препаратом для лечения сексуальной дисфункции, вызванной приёмом СИОЗС, хотя такое предпочтение не свидетельствует о получении одобрения FDA. 36 % предпочитают перевод пациентов с сексуальной дисфункцией, вызванной приёмом СИОЗС, на бупропион, и 43 % назначают бупропион в дополнение к уже принимаемому препарату. Существуют исследования, подтверждающие эффективность обоих подходов; наиболее часто из улучшений сексуальных функций отмечаются сексуальное влечение и оргазм. В случае комплексной терапии, для достижения улучшения состояния пациента, к принимаемому СИОЗС необходимо добавить не менее 200 мг бупропиона в день, поскольку при добавлении 150 мг в день не было достигнуто статистически значимого результата в сравнении с плацебо.
Некоторые исследования показали, что бупропион также улучшил сексуальную функцию у людей, не страдавших депрессией. В разнополом двойном слепом исследовании 12-недельного курса бупропиона 63 % испытуемых оценили своё состояние как «улучшение» либо «значительное улучшение», против всего 3 % пациентов в группе, принимавшей плацебо. Два исследования, одно из которых проводилось с использованием плацебо, продемонстрировали эффективность бупропиона у женщин с гипоактивным сексуальным влечением, со значительным улучшением возбудимости, оргазма и общей удовлетворённости. Также бупропион показал себя весьма многообещающе в лечении сексуальной дисфункции, вызванной химиотерапией рака груди, а также дисфункции оргазма. Так же, как и в случае лечения расстройства сексуальной функции, вызванного лечением СИОЗС, необходимо применение более высокой дозы препарата (300 мг): в рандомизированном исследовании с применением пониженной дозы (150 мг) не удалось обнаружить заметной разницы между бупропионом, сексуальной терапией или комбинированным лечением. Бупропион не оказывает влияния на сексуальные функции здоровых мужчин.

### Ожирение
В опубликованном в 2005 году мета-анализе препаратов для лечения ожирения были собраны результаты трёх испытаний бупропиона, проводившихся с применением плацебо и двойного слепого метода. Этот анализ подтвердил эффективность приёма 400 мг бупропиона в день для лечения ожирения. За период 6-12 месяцев среднее снижение веса в группе, принимавшей бупропион, оказалось значительно большим (4,4 кг), чем в группе, принимавшей плацебо (1,7 кг). В этом же обзоре отмечается статистическая идентичность результатов снижения веса при приёме бупропиона и при приёме других зарекомендовавших себя препаратов для снижения веса, таких как сибутрамин, орлистат и диэтилпропион. В настоящее время проводятся исследования влияния на ожирение комбинации бупропиона с зонизамидом (Empatic) и бупропиона с налтрексоном (Contrave). В сентябре 2014 комбинированный препарат бупропион/налтрексон был одобрен FDA для лечения ожирения. В ЕС одобрение было получено весной 2015, и данный комбинированный препарат будет продаваться под названием Mysimba.

### Синдром дефицита внимания и гиперактивности
Установлена эффективность бупропиона в отношении СДВГ взрослых. Также имеется множество положительных результатов независимых исследований и других неконтролируемых исследований воздействия бупропиона на СДВГ подростков. Однако в крупнейшем на текущий момент исследовании по двойному слепому методу, проведённом GlaxoSmithKline, результаты оказались неоднозначными. Агрессивность и гиперактивность по оценке педагогов значительно изменились в лучшую сторону по сравнению с плацебо; в противоположность этому, родители и медики не обнаружили различий между действием бупропиона и плацебо. Указания по лечению СДВГ Американской академии детской и подростковой психиатрии от 2007 года ссылаются на то, что действенность бупропиона «значительно слабее» по сравнению с одобренными FDA препаратами. Его эффективность также может быть «…значительно меньше, чем у одобренных действующих веществ… Исходя из этого, врачам разумнее рекомендовать поведенческую (бихевиоральную) терапию, вместо того, чтобы переходить к препаратам второй линии». Аналогичным образом Указания Департамента медицинского обслуживания штата Техас от 2006 года рекомендуют рассматривать бупропион и трициклические антидепрессанты как препараты четвёртой линии после применения двух различных стимуляторов и атомоксетина (Strattera).
По данным обзора Кокрейн, включившего в себя шесть рандомизированных контролируемых клинических исследований (актуальность — февраль 2017), «Бупропион может привести к небольшому улучшению при СДВГ, а также снизить выраженность симптомов, связанных с СДВГ». Неблагоприятных эффектов встречалось «не больше, чем при приеме плацебо». Качество доказательств в обзоре было низким, по причине того что было обнаружено малое количество исследований; пять из этих исследований оказались небольшими, и все шесть РКИ проводились ненадлежащим образом. В общей сложности они охватили лишь 438 человек с СДВГ. В исследованиях не изучалось влияние бупропиона на разные аспекты повседневного функционирования пациентов, а также не оценивались долгосрочные эффекты препарата.
Неожиданные результаты дало исследование применения бупропиона для профилактики курения среди подростков с СДВГ. Подростки, принимавшие бупропион, начинали курить с вероятностью, в два раза превышающей таковую у группы плацебо, что является показателем, близким к статистически значимому. Однако, поскольку степень статистической значимости всё-таки не была достигнута, указанное различие признано случайным. Таким образом, проведённое исследование не показало связи между приёмом бупропиона и возникновением пристрастия к курению. В то же время подгруппа пациентов, принимавших стимуляторы совместно с бупропионом (либо плацебо), показала в пять раз меньший риск начать курить.

### Другие применения
Бупропион был одобрен FDA для преодоления сезонных аффективных расстройств. Согласно некоторым независимым исследованиям, а также пилотному исследованию, проведённому производителем, бупропион понижает уровень воспалительного медиатора ФНО и может быть полезным в лечении аутовоспалительных заболеваний, таких как болезнь Крона и псориаз.
Должным образом контролируемых исследований применения бупропиона при болезни Паркинсона не проводилось. В 1984 году производителем бупропиона было проведено небольшое исследование, которое показало, что сочетание бупропиона и карбидопа или леводопа улучшило симптомы паркинсонизма у десяти из двадцати пациентов; однако при этом часто проявлялись побочные действия, такие как тошнота и рвота. Американская психиатрическая ассоциация отметила, что 

«…нет свидетельств в пользу какого-либо антидепрессанта с точки зрения терапевтической эффективности для пациентов с болезнью Паркинсона, осложнённой депрессией».
Оригинальный текст (англ.)
«...there is no evidence favoring any particular antidepressant medication from the standpoint of therapeutic efficacy in patients with Parkinson’s disease complicated by major depressive disorder.»

Существуют значительные разногласия относительно того, стоит ли добавлять к лечению пациентов с биполярной депрессией антидепрессанты, включая бупропион, в качестве стабилизаторов настроения.
Бупропион, также как и другие антидепрессанты, неэффективен в лечении хронических болей в спине. Однако была обнаружена его удивительно высокая эффективность при лечении нейропатических болей.

## Противопоказания
GlaxoSmithKline советует не назначать бупропион лицам, страдающим эпилепсией, или по другим причинам находящимся в состоянии сниженного порога судорожной готовности головного мозга, таких как абстинентный синдром или синдром отмены бензодиазепинов, нервная анорексия, нервная булимия или опухоль головного мозга в активной стадии. Также следует избегать применения бупропиона лицам, принимающим ингибиторы моноаминоксидазы (ИМАО). При переходе с ИМАО на бупропион необходимо выдержать двухнедельный «период вымывания» между препаратами. При назначении препарата FDA рекомендует предупреждать пациентов с повреждениями печени, тяжёлой нефропатией и тяжёлой артериальной гипертензией, а также детей, подростков и молодых людей из-за высокого риска проявления суицидальных наклонностей.
Согласно ретроспективному описанию клинических наблюдений, опубликованному в 1993 году, лечение бупропионом может вызывать усиление нервного тика у детей с сопутствующими СДВГ и синдромом Туретта. Дальнейшего изучения указанных побочных эффектов не проводилось.

## Побочные действия
К побочным действиям бупропиона относятся головокружение, головные боли, потливость, тремор, сухость слизистых, диспепсия, тошнота, галакторея, пароксизмальные явления.
Эпилептический припадок — наиболее значимое побочное действие бупропиона, он стал причиной отзыва препарата с рынка. Риск наступления припадка сильно зависит от дозировки препарата: 0,1 % при приёме 100—300 мг бупропиона, 0,4 % при 300—450 мг и 2 % при 600 мг. Для сравнения: риск возникновения припадка в среднем по всему населению составляет 0,07—0,09 %. Риск возникновения припадка для других антидепрессантов таков: 0,1—0,6 % для имипрамина, зависит от дозировки; 0—0,06 % для амитриптилина, зависит от дозировки; 0,5 % для кломипрамина; 0,4 % для мапротилина; и 0,2 % для флуоксетина и флувоксамина. Эксперименты на мышах показали, что повышенная вероятность эпилептического припадка является основным побочным действием длительного применения антидепрессантов группы ингибиторов обратного захвата норадреналина, таких как имипрамин, дезипрамин и ребоксетин. Клиническая депрессия сама по себе является фактором увеличения вероятности припадка в два — семь раз, чем в среднем по населению; в свете этого приведённые выше статистические данные показывают, что низкие и средние дозы антидепрессантов, включая бупропион, на самом деле могут оказывать антиконвульсивное действие.
В официальной инструкции по применению содержится упоминание о том, что у некоторых пациентов при приёме бупропиона наблюдалась гипертензия, часто тяжёлая, независимо от того, имела ли она место у пациента до начала лечения. Это побочное действие наблюдалось в менее чем 1 % случаев, что практически соответствует частоте при приёме плацебо. В группе кардиологических пациентов, страдающих депрессией, высокая доза бупропиона (400—500 мг/день) вызвала повышение систолического давления, но не оказала влияния на пульс. При дозе, сниженной до 300 мг/день, статистически значимых отклонений артериального давления и пульса у пациентов не отмечалось (независимо от того, имелись ли у них до начала лечения проблемы с сердцем). В исследовании применения бупропиона для лечения СДВГ наблюдалось повышение систолического давления на 6 мм рт. ст. и пульса на 7 ударов в минуту (статистически значимые изменения). Исследование среди курильщиков, госпитализированных с проблемами сердца, обнаружило увеличение числа сердечно-сосудистых осложнений в 1,5 раза в группе, принимавшей бупропион, в отличие от группы, принимавшей плацебо, что недостаточно для признания этих данных статистически значимыми. Повышения артериального давления отмечено не было. Хотя сердечно-сосудистые осложнения бупропиона считаются весьма мягкими, его не рекомендуется принимать пациентам, имеющим проблемы с сердцем — сравнение безопасности применения бупропиона с СИОЗС (такими, как сертралин и флуоксетин, обладающих профилактическим действием после перенесённого инфаркта миокарда), оказалось не в пользу бупропиона.
Более 7600 сообщений о подозрении на побочное действие бупропиона поступило в течение двух лет после того, как агентство MHRA, английский регулятор оборота лекарственных средств, одобрило применение бупропиона в Великобритании. В течение этого периода от никотиновой зависимости бупропионом лечилось около 540 000 человек. MHRA получило 60 сообщений о «„подозрительной“ [так в докладе MHRA] побочной реакции на Зибан со смертельным исходом». Агентство установило, что «в большинстве случаев их можно объяснить внутренним состоянием пострадавших». Это согласуется с обширным (9300 пациентов) исследованием безопасности применения бупропиона, показавшем, что смертность среди курильщиков, принимавших бупропион, не выше естественного уровня смертности среди курильщиков такого же возраста.
В некоторых случаях резкое прекращение приёма бупропиона вызывает синдром отмены, выражающийся в дистонии, раздражительности, беспокойстве, мании, головной и прочих болях. Инструкция рекомендует постепенное уменьшение дозы препарата при лечении сезонных аффективных расстройств, однако при завершении лечения никотиновой зависимости плавное уменьшение дозы не требуется.
Имеются также отдельные сообщения о других побочных эффектах бупропиона. Описано три случая токсикоза печени, что незначительно для столь широко используемого препарата. В литературе описан единственный случай клиторального приапизма (клиторизма).
При сравнении с плацебо наиболее часто встречавшимися побочными действиями бупропиона пролонгированного действия (SR) назывались сухость во рту, тошнота, бессонница, тремор, повышенная потливость и шум в ушах (тиннитус). В том же случае причиной прекращения лечения бупропионом чаще всего становились сыпь (2,4 %) и тошнота (0,8 %).

### Психические побочные явления
Американское Управление по контролю качества продуктов и лекарств (FDA) требует, чтобы на упаковке антидепрессантов, включая бупропион, было помещено предупреждение в чёрной рамке (англ. black box warning) о том, что препарат может вызвать суицидальные наклонности у пациентов моложе 25 лет. Такое предупреждение основано на масштабном статистическом анализе, сделанном FDA, в котором обнаружено двукратное повышение суицидальных наклонностей у детей и подростков и полуторакратное — у молодых людей 18—24 лет.
В клинических исследованиях суицидальные наклонности и суицидальное поведение проявляются редко. Для получения статистически значимых результатов FDA в упомянутом выше анализе собрало результаты 295 исследований 11 различных антидепрессантов. Если же рассматривать по отдельности статистику по бупропиону и по девяти другим антидепрессантам, то их результаты не отличаются от результатов, полученных при приёме плацебо. Только флуоксетин увеличил проявление суицидальных наклонностей.
При назначении бупропиона при лечении никотиновой зависимости суицидальное поведение встречается ещё реже. Согласно обзору Cochrane Database 2007 года, на один миллион назначений бупропиона приходится четыре случая самоубийств, а в Великобритании на 10 000 назначений бупропиона при лечении никотиновой зависимости приходится один случай возникновения суицидальных наклонностей. В заключении обзора сделан вывод: 

«Хотя сообщалось о суицидах и смерти при приёме бупропиона, пока что недостаточно оснований полагать, что они вызваны бупропионом.»
Оригинальный текст (англ.)
«Although some suicides and deaths while taking bupropion have been reported, thus far there is insufficient evidence to suggest they were caused by bupropion.»

Два года спустя FDA выпустило медицинские рекомендации, в которых содержится предупреждение о том, что при назначении бупропиона и варениклина для лечения никотиновой зависимости следует учитывать сообщения о необычных изменениях в поведении, ажитации и повышении враждебности. Некоторые пациенты чувствовали подавленность, ухудшение депрессивного состояния, у них появлялись мысли о суициде, смерти, были даже попытки совершения самоубийств. Рекомендации FDA основывались на исследовании препаратов для лечения никотиновой зависимости после их выхода в широкую продажу (пост-маркет). В этом исследовании были собраны 153 сообщения о суицидальных побочных эффектах варениклина за первый год его продаж и 75 сообщений о бупропионе за более чем десять лет его присутствия на рынке. Для никотиновых пластырей не было выявлено никакой связи с возникновением суицидальных наклонностей.
Одним из редких побочных действий бупропиона является маниакальный синдром. В официальной инструкции к препарату написано: «широко распространено убеждение (хотя и не подтвержденное серьёзными исследованиями)» в том, что если депрессия является на самом деле первым признаком биполярного расстройства, то лечение её антидепрессантами, включая бупропион, может вызвать маниакальный синдром. Более новые данные показывают, что комплексная терапия стабилизаторами настроения с добавлением современных антидепрессантов, в том числе бупропиона, не вызывает маниакальный синдром чаще, чем добавление плацебо. Более того, риск возникновения маниакального синдрома при добавлении бупропиона и сертралина к стабилизаторам настроения был в два раза ниже, чем при добавлении венлафаксина.
У значительной части пациентов, принимающих бупропион, отмечаются повышенная утомляемость, ажитация, тревога и бессонница, особенно в начале терапии; может развиваться и дневная сонливость. Частота возникновения тревоги не установлена. Некоторые исследования показывают, что бупропион имеет тревожный эффект, схожий с таковым у СИОЗС, в то время, как другие показывают повышение риска возникновения экстремальной тревоги (акатизии) до 13,9 %, или в три раза больше, чем у сертралина.
Психотические симптомы при применении бупропиона встречаются редко. Такие симптомы включают бред, галлюцинации, паранойю и растерянность. Часто для уменьшения или устранения таких симптомов можно снизить дозу препарата, их вызывающего, либо отменить его. Во многих описаных случаях психотические симптомы обусловлены сопутствующими факторами, такими как преклонный возраст пациентов, биполярное расстройство и психозы в анамнезе, приём других препаратов, например, лития и бензодиазепинов. Большинство исследователей связывают возникновение психозов с дофаминергической активностью бупропиона.

### Бупропион и беременность
Исследования тератогенности препарата показали неоднозначные результаты. Так, данные Регистра беременности производителя не позволяют выявить связь бупропиона с повышенным риском возникновения каких бы то ни было врождённых дефектов, но, согласно тому же Регистру, аномалии сердца составили около 70 % зарегистрированных пороков развития. Большое ретроспективное исследование (свыше 10 000 детей) типа случай-контроль выявило повышение риска врождённых аномалий сердца при приёме бупропиона. Другие исследования, в том числе одно проспективное сравнительное исследование бупропиона (n=133) c нетератогенными препаратами (n=133), не выявили повышенного риска врождённых аномалий.
Исследование применения бупропиона у беременных при лечении никотиновой зависимости показало связь приёма препарата с повышением риска невынашивания, при этом другие исходы беременности в группе, принимавшей бупропион, и в контрольной группе встречались одинаково часто.
Некоторые исследователи выражают беспокойство в связи со способностью бупропиона вызывать судороги, а также отмечают, что его нежелательно назначать беременным с преэклампсией в анамнезе и что препарат следует отменять при появлении признаков преэклампсии у беременных, принимающих бупропион. Кроме того, рекомендуется избегать назначения бупропиона пациенткам с тяжёлой тошнотой или рвотой беременных.
В целом отношение к применению бупропиона у беременных неоднозначно. Эксперты независимого издания Prescrire International неоднократно утверждали, что такого применения следует избегать, поскольку бупропион является производным амфетамина, который вызывает повышенный риск мальформаций сердца и других неблагоприятных эффектов при приёме во время беременности и грудного вскармливания. Другие эксперты хотя и не относят бупропион к препаратам выбора у беременных, но допускают его применение для лечения никотиновой зависимости во время беременности, а также при терапии дефицита внимания у женщин, у которых другое лечение оказалось неэффективным. Если женщина забеременела в период терапии бупропионом и данный препарат оказался у неё достаточно эффективным, переключаться на другой антидепрессант нежелательно.

## Передозировка
Передозировка бупропиона имела сильный клинический эффект примерно в одной трети случаев. Наблюдались следующие симптомы: синусовая тахикардия, артериальная гипертензия, сонливость, летаргия, ажитация, тошнота и рвота; наиболее частыми последствиями были бред и эпилептический припадок. Менее часто встречались такие симптомы, как слуховые и зрительные галлюцинации, кома, и такие изменения в ЭКГ, как нарушения проведения и аритмия.
В большинстве случаев приём одной-двух таблеток детьми не вызывал никаких симптомов. У подростков и взрослых дозировка бупропиона 600 мг/день повысила риск возникновения припадка в десять раз. В одном из исследований передозировки бупропиона было сделано предположение о зависимости вероятности припадка от дозировки препарата; некоторые пациенты, принявшие более 4,5 г, могли испытать припадок, и почти все пациенты, принявшие более 9 г, испытали припадок.
Не существует специфического антидота для бупропиона; показана поддерживающая терапия, слежение за тем, чтобы дыхание было спокойным и равномерным, а также предотвращение припадка путём внутривенного введения высокой дозы бензодиазепинов или барбитуратов, если припадок бензодиазепино-зависим. Нормализация функционирования желудка при припадках и аспирации не важна, но активированный уголь рекомендуется. В случае применения бупропиона пролонгированного действия, показано промывание желудка. Токсические эффекты могут проявиться с задержкой, а припадок может наступить через 32 часа после передозировки. После проведения терапии рекомендуется энцефалографический мониторинг в течение 48 часов.
Передозировка бупропиона редко приводит к летальному исходу, хотя о таких случаях сообщалось. Смертельные случаи в основном связаны с очень большой передозировкой и вызваны метаболическим ацидозом и гипоксией как осложнениями эпилептического статуса, ассоциированного с остановкой сердца. Опубликовано сообщение об одном случае успешного лечения рефракторной остановки сердца, вызванной передозировкой бупропиона и ламотриджина, методом липидного спасения.

### Определяемость в биологических жидкостях
Бупропион может количественно определяться в крови, плазме и сыворотке крови для мониторинга терапевтического использования, подтверждения диагноза при отравлениях и проведении вскрытия. Препарат нестабилен в биологических жидкостях при комнатной температуре, поэтому доставку биоматериала для анализа следует проводить в охлаждаемом виде.

## Механизм действия
Бупропион является ингибитором обратного захвата норадреналина и дофамина. Он ингибирует обратный захват дофамина почти в два раза сильнее, чем обратный захват норадреналина. Действие бупропиона нельзя понять, не разобравшись в его метаболизме, поскольку попадая в организм, он быстро преобразуется в несколько метаболитов различного действия. Независимые исследования при помощи позитронно-эмиссионной томографии на мозге пациента показали, что бупропион и его метаболиты задействуют от 6 до 22 % активного транспорта дофамина (DAT), а по данным исследователей GlaxoSmithKline — от 12 до 35 %. Чтобы признать ингибирование обратного захвата дофамина основным механизмом действия бупропиона, необходимо, чтобы степень ингибирования DAT была выше 50 % (по аналогии с ингибиторами обратного захвата серотонина). Наоборот, для достижения эйфории и опасного потенциала, требуется задействование 65 % DAT и более. Однако последние исследования показывают, что дофамин деактивируется обратным захватом норадреналина в коре лобных извилин, где не хватает активного транспорта дофамина, вследствие чего бупропион может увеличивать нейротрансмиссию дофамина в этой части мозга, что может быть одним из возможных объяснений любого дополнительного дофаминергического действия.
Бупропион не ингибирует моноаминоксидазу или обратный захват серотонина. Однако известно, что непрямым воздействием он улучшает питание серотонергических нейронов активацией обратного потока норадреналина. Бупропион также показал себя как неконкурентный α3β4 н-холинолитик. Степень ингибирования α3β4 рецепторов хорошо коррелирует со снижением самостоятельного введения морфина и метамфетамина крысами, и, возможно, релевантно действию бупропиона совместно с никотином. Препарат поставляется в виде рацемической смеси, активность отдельных энантиомеров не отличается друг от друга.
Два исследования зависимости действия бупропиона от его химической структуры (англ. SAR) проводились с 2009 по 2010 год.

## Фармакокинетика

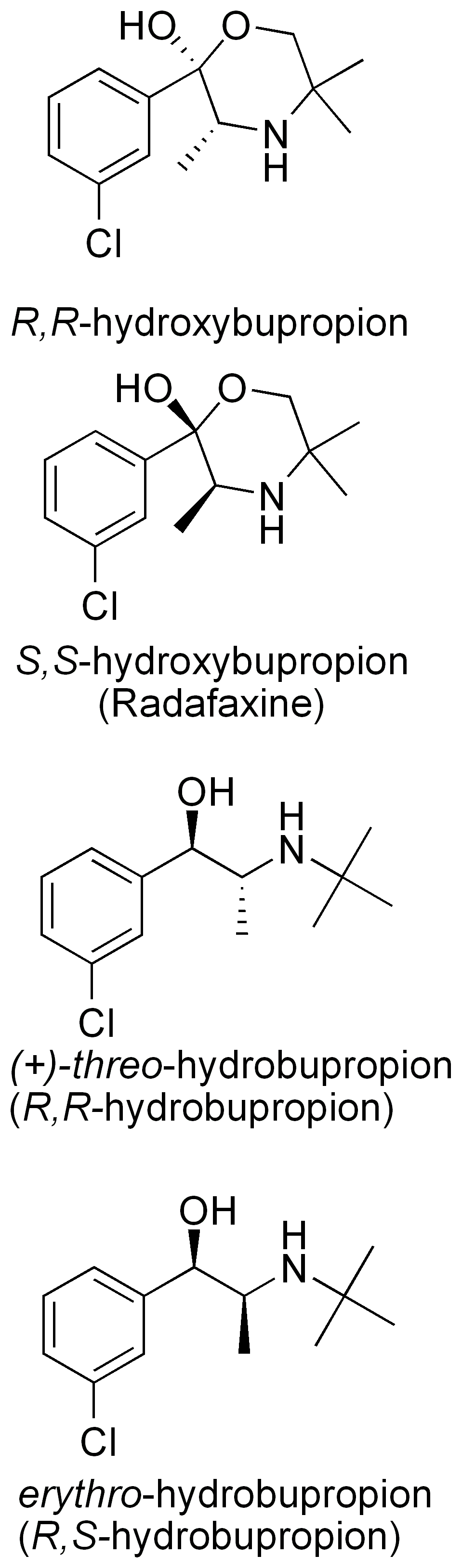
Главные метаболиты бупропиона

Бупропион метаболизируется в печени. Он имеет несколько активных метаболитов: R,R-гидроксибупропион, S,S-гидроксибупропион, трео-гидробупропион и эритро-гидробупропион, которые в дальнейшем метаболизируют в неактивные метаболиты и выводятся почками. Фармакологические данные бупропиона и его метаболитов представлены в Таблице 1. Известно, что бупропион слабо ингибирует α1-адренорецепторы, с 14 % потенциального ингибирования обратного захвата дофамина, и H1-рецепторы с потенциалом 9 %.
Биологическая активность бупропиона в значительной степени обусловлена его активными метаболитами, в частности S,S-гидроксибупропионом. GlaxoSmithKline разрабатывала этот метаболит как отдельный препарат под названием радафаксин, но остановила разработку в 2006 году по причине «неблагоприятной оценки соотношения риск/прибыльность».
Бупропион метаболизируется в гидроксибупропион при помощи CYP2B6, изофермента семейства цитохром P450. Алкоголь вызывает увеличение количества CYP2B6 в печени, и у пациентов со стажем употребления алкоголя бупропион метаболизируется быстрее. Механизм образования эритро-гидробупропиона и трео-гидробупропиона не изучался, но вероятно, он реализован посредством одного из ферментов редуктазы карбонильной группы. Метаболизм бупропиона чрезвычайно вариабелен: эффективная доза бупропиона, усваиваемая пациентами, получившими одинаковое количество препарата, может различаться в 5,5 раз (при этом период полувыведения (T1/2) препарата варьируется от 3 до 16 часов), а для гидроксибупропиона различие может составлять до 7,5 раз (T1/2 = от 12 до 38 часов). На основании этих данных некоторые исследователи настаивают на постоянном контроле содержания бупропиона и гидроксибупропиона в крови.
Существует значительное межвидовое отличие метаболизма бупропиона, при этом метаболизму человека наиболее близок метаболизм морской свинки. Необходимо особое внимание при экстраполяции на человека результатов экспериментов на крысах, поскольку гидроксибупропион, главный метаболит человека, у крыс полностью отсутствует.
Существует два свидетельства о ложноположительных результатах анализа мочи на амфетамины, взятых у пациентов, принимавших бупропион. Вероятно, такой результат вызван тем, что схожую с амфетамином структуру фенилэтиламина имеют метаболиты бупропиона — эритро-гидробупропион и трео-гидробупропион. Более углублённые последующие тесты дали отрицательный результат.
| Экспозиция (концентрация с течением времени; экспозиция бупропиона = 100 %) и период полувыведения |                     |                         |                         |                       |                         |
| | Бупропион           | R,R- Гидрокси бупропион | S,S- Гидрокси бупропион | Трео- гидро бупропион | Эритро- гидро бупропион |
| Экспозиция                                                                                         | 100 %               | 800 %                   | 160 %                   | 310 %                 | 90 %                    |
| T1/2                                                                                               | 10 ч (IR) 17 ч (SR) | 21 ч                    | 25 ч                    | 26 ч                  | 26 ч                    |
| Потенциал ингибирования (потенциал ингибирования обратного захвата DA бупропиона = 100 %)          |                     |                         |                         |                       |                         |
| захват DA                                                                                          | 100 %               | 0 % (отн)               | 70 % (отн)              | 4 % (отн)             | Нет данных              |
| захват NE                                                                                          | 27 %                | 0 % (отн)               | 106 % (отн)             | 16 % (отн)            | Нет данных              |
| захват 5-HT                                                                                        | 2 %                 | 0 % (отн)               | 4 %(отн)                | 3 % (отн)             | Нет данных              |
| α3β4 н-холинорецепторы                                                                             | 53 %                | 15 %                    | 10 %                    | 7 % (отн)             | Нет данных              |
| α4β2 н-холинорецепторы                                                                             | 8 %                 | 3 %                     | 29 %                    | Нет данных            | Нет данных              |
| α1-адренорецепторы                                                                                 | 12 %                | 13 %                    | 13 %                    | Нет данных            | Нет данных              |
| DA = дофамин; NE = норадреналин; 5HT = серотонин.                                                  |                     |                         |                         |                       |                         |

## Взаимодействие с другими препаратами
Бупропион не сочетается с необратимыми и обратимыми ИМАО, леводопой.
Поскольку бупропион метаболизируется в гидроксибупропион ферментом CYP2B6, становится возможным взаимодействие с ингибиторами CYP2B6. Это такие препараты, как пароксетин, сертралин, норфлуоксетин (активный метаболит флуоксетина), диазепам, клопидогрел и орфенадрин. Ожидаемым результатом их применения будет увеличение концентрации в крови бупропиона и уменьшение гидроксибупропиона. Обратный эффект (уменьшение бупропиона и увеличение гидроксибупропиона) можно ожидать при применении активаторов CYP2B6, таких как карбамазепин, клотримазол, рифампицин, ритонавир, препараты зверобоя продырявленного и другие. Не рекомендуется сочетать бупропион с флуоксетином, пароксетином. Препарат повышает концентрацию СИОЗС.
Гидроксибупропион (но не бупропион) сам по себе является ингибитором CYP2D6, также как и субстрат этого фермента. При приёме бупропиона отмечалось значительное увеличение концентрации некоторых препаратов, метаболизируемых ферментом CYP2D6 (венлафаксин, дезипрамин и декстрометорфан, но не флуоксетин или пароксетин).
Бупропион понижает судорожный порог, поэтому требуется крайняя осторожность при назначении бупропиона одновременно с другими препаратами, также его понижающими, такими как антипсихотические препараты, теофиллин, стероиды и некоторые трициклические антидепрессанты. Комбинирование бупропиона с никотинзаместительной терапией может привести к повышению кровяного давления; поскольку такая комбинация не более эффективна чем любой никотиновый пластырь или бупропион сам по себе, то применение такой комбинации не рекомендуется.
Инструкция по применению препарата рекомендует минимизировать употребление алкоголя, поскольку бупропион иногда снижает толерантность к алкоголю, а также потому, что повышенное употребление алкоголя может привести к снижению судорожного порога головного мозга. Сочетанное применение бупропиона и психостимуляторов, бупропиона и кокаина тоже может приводить к развитию судорог. Ограниченное исследование, проведённое GlaxoSmithKline, показало, что бупропион (100 мг) может противодействовать субъективным проявлениям приёма малых доз алкоголя (16—32, немного меньше 1—2 стандартных доз, принятых в США (т. н. «drink»)). Добровольцы, участвовавшие в исследовании, отмечали ощущение трезвости, ясности сознания и уменьшения подавленности. Бупропион также уменьшает пагубное влияние алкоголя на внимательность. Комбинирование бупропиона (100 мг) и двух доз алкоголя увеличило пульс на 6 ударов в минуту, что является статистически значимым.

## Доступность и формы дозировки

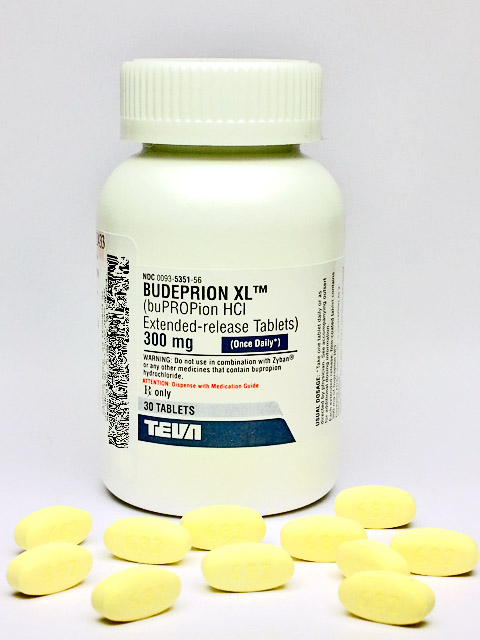
Дженерик Budeprion XL

Бупропион, как фирменный, так и дженерики, выпускается в таблетках в трёх формах, каждая из которых является гидрохлоридной солью: немедленного действия (Wellbutrin), пролонгированного действия (Wellbutrin SR), и расширенного пролонгированного действия (Wellbutrin XL или XR). В английском языке «пролонгированное действие» (Sustained release) и «расширенное пролонгированное действие» (Extended release) в общем являются взаимозаменяемыми понятиями, но в данном случае Wellbutrin SR принимается дважды в день, а Wellbutrin XL — один раз в день. Не все дженерики соблюдают указанное наименование, и фармакопея США требует, чтобы все лекарства пролонгированного действия (включая дженерики Wellbutrin SR) имели на этикетке отметку «extended release», что вводит в заблуждение потребителей и приводит к медицинским ошибкам. GlaxoSmithKline не рекомендует разламывать таблетки SR. Компания Merck отметила, что разламывание 150-мг таблетки Wellbutrin SR уменьшает время наступления пиковой концентрации препарата в крови, но пролонгированное действие препарата при этом сохраняется. Расширенная пролонгированная форма гидробромида бупропиона была одобрена FDA в апреле 2008 года. На рынок этот препарат поступил под торговым названием Аплензин (Aplenzin).
Два авторитетных издания в области изучения продуктов питания и пищевых добавок, ConsumerLab.com и The People’s Pharmacy, 11 октября 2007 года опубликовали результаты сравнительного тестирования различных марок бупропиона. The People’s Pharmacy получил множество сообщений об увеличении побочных эффектов и уменьшенном лечебном действии дженериков бупропиона, и он заказал ConsumerLab.com лабораторное тестирование указанных препаратов. Тестирование показало, что «одна из нескольких дженерик-версий Велбутрина 300 мг, продающаяся на рынке под маркой Budeprion XL 300 mg, в лаборатории работает не так, как оригинальный фирменный препарат». Управление по контролю качества продуктов и лекарств (FDA) провело собственное расследование жалоб потребителей и заключило, что Budeprion XL эквивалентен Wellbutrin XL по показателю степени биодоступности бупропиона и его основного активного метаболита — гидроксибупропиона. FDA также отметило, что случайное естественное изменение настроения является наиболее вероятным следствием углубления депрессии после перехода с Wellbutrin XL на Budeprion XL.
Бупропион получил разрешение на использование во Франции 3 августа 2001 года исключительно как препарат для лечения никотиновой зависимости, с максимальной дневной дозой в 300 мг и только пролонгированного действия. В начале 2007 года бупропион получил лицензию в Нидерландах на применение при лечении депрессии у взрослых пациентов, и GlaxoSmithKline ожидает последующего одобрения в других европейских странах.

## Вероятность злоупотреблений
Согласно классификации правительства США для психиатрических препаратов, бупропион не опасен («non-abusable») либо имеет низкий потенциал опасности злоупотребления. Тем не менее, в тестах на животных (беличьих обезьянах и крысах), наблюдалось самостоятельное автоматизированное внутривенное введение бупропиона животными, что может означать потенциальное злоупотребление. Однако значительное межвидовое отличие метаболизма бупропиона, в частности между крысами и людьми, делает такую экстраполяцию сомнительной.
Два исследования на лекарственных наркоманах показали, что субъективный эффект от бупропиона заметно отличается от амфетамина. Здоровые добровольцы, обученные отличать амфетамин от плацебо, опознавали как амфетамин: бупропион (400 мг) в 20 % случаев, плацебо в 10 % случаев и метилфенидат (20 мг) — в 75 % случаев. Они также сообщали об ощущении настороженности, эмоционального подъёма, энергичности и ускоренности, что соответствует общим стимулирующим свойствам бупропиона. В отличие от амфетамина, у испытуемых не было «наркотического удовольствия» и не отмечено стремления к повторному приёму препарата. Сравнение бупропиона SR (150 мг) и кофеина (178 мг) показало, что кофеин имеет бо́льшую возможность злоупотребления, поскольку его употребление описывалось как доставляющее более «высокое» удовольствие, чем от бупропиона.
В последнее время всё чаще появляются данные о злоупотреблении бупропионом и о неверном его применении. Так, в статье, опубликованной в 2014 году, отмечалось, что на эту тему было обнаружено 13 статей, 2 обзорных материала и ряд публикаций, посвящённых отдельным случаям. В трёх публикациях описываются подростки, измельчившие и вдыхавшие препарат через нос; два из этих случаев закончились эпилептическим припадком. В другом случае подросток проглотил бупропион, считая его стимулятором. Статья о злоупотреблении лекарствами в тюрьмах упоминает бупропион как один из психотропных препаратов, которым злоупотребляют заключённые.
Злоупотребление бупропионом (применение его в дозах выше рекомендованных) может приводить к повышению риска судорог, так как этот побочный эффект при приёме бупропиона носит дозозависимый характер.

## Синтез
Бупропион синтезируется путём бромирования 3'-хлоропропиофенона и последующим нуклеофильным замещением трет-бутиламином.
Двухстадийный синтез легко осуществляется в однореакторном варианте. Бромирование проводят в дихлорметановом растворе, после отгонки растворителя остаток обрабатывают трет-бутиламином в присутствии метилпирролидона. После обработки реакционной смеси водой и экстракции эфиром осаждают соль, добавляя к экстракту концентрированную соляную кислоту. Выход продукта составляет 75—85 %.

## Законодательное регулирование
В 2011 году компания GlaxoSmithKline, выпускающая веллбутрин (бупропион), вынуждена была выплатить 3 миллиарда долларов по той причине, что незаконно продавала ряд лекарств без лицензии, в том числе антидепрессанты веллбутрин и паксил (пароксетин). Министерство юстиции США обвинило бывшего вице-президента и главного юриста компании GlaxoSmithKline в даче ложных показаний за год до того, а также в препятствовании федеральному расследованию незаконной рекламы веллбутрина для снижения веса. Как отмечалось в обвинительном заключении, вице-президент Управления по надзору за качеством медикаментов (FDA) скрыл, что врачи, выступавшие на мероприятиях, организованных GlaxoSmithKline, продвигали веллбутрин для применения по показаниям, не одобренным FDA; в заключении говорилось также о сокрытии компрометирующих документов.
Судебный иск, по которому GlaxoSmithKline была вынуждена выплатить 3 миллиарда долларов, считают самым крупным делом о мошенничестве в здравоохранении за всю историю США.

### Российская практика
В Российской Федерации эфедрон и его производные внесены в Перечень наркотических средств, психотропных веществ и их прекурсоров, подлежащих контролю в Российской Федерации. Таможенными органами Российской Федерации бупропион расценивается как вещество, производное от эфедрона, на основании формального сходства их химической структуры.
В 2019 году началось уголовное преследование Дарьи Беляевой, заказавшей бупропион по почте из Польши как средство от депрессии. Подобное дело в России не единично. Юристы и правозащитники высказались негативно о такой практике. Общая масса изъятого у Беляевой бупропиона (одна упаковка, в которой было 30 таблеток) составила 10,6 грамма. Поскольку крупным размером эфедрона и его производных признается масса свыше 2,5 граммов, ей предъявили обвинение в контрабанде, покупке и хранении наркотиков в крупном размере (ч. 3 ст. 229.1, ч. 2 ст. 228 УК РФ). Уголовное преследование прекращено (9.12.2021). Следствие пришло к выводу, что Дарья Беляева не могла знать о том, что содержащееся в лекарстве вещество является производным наркотика. Врачи утверждают, что заказанный Беляевой препарат вообще не может считаться наркотическим.

### Комментарии
1. ↑  По аналогичному делу проходит жительница Волгограда Ольга Калиновская, которая получила посылку с бупропионом из Норвегии[194].